# Trimerodytes yunnanensis
Trimerodytes yunnanensis är en ormart som beskrevs av Rao och Yang 1998. Trimerodytes yunnanensis ingår i släktet Trimerodytes och familjen snokar. Inga underarter finns listade i Catalogue of Life.
Denna orm förekommer i sydöstra i Kina i provinsen Yunnan i östra Myanmar och fram till norra Thailand. Arten lever i låglandet och i bergstrakter upp till 1000 meter över havet. Den vistas vanligen i fuktiga skogar. Trimerodytes yunnanensis besöker även jordbruksmark och trädgårdar. Den hittas ofta nära vattendrag. Honor lägger ägg.
För beståndet är inga hot kända. Trimerodytes yunnanensis är sällsynt men utbredningsområdet är stort. IUCN kategoriserar arten globalt som livskraftig.